# Makino Yasumasa
Yasumasa Makino (sinh ngày 1 tháng 7 năm 1973) là một cầu thủ bóng đá người Nhật Bản.

## Sự nghiệp câu lạc bộ
Yasumasa Makino đã từng chơi cho Sanfrecce Hiroshima.